# Nemo TV
Nemo TV — видеосервис, работавший в 11 странах мира с 2012 по 2017 гг. по технологии ОТТ (Over the top, по сети любого интернет-провайдера). Nemo TV являлся единым медиапространством, вмещающим в себя телевидение, фильмы и сериалы (VOD), а также прямые трансляции из разных уголков мира. Зрители могли управлять просмотром телепередач с помощью функций «архив» (Catch-up), «запись» (nPVR), «пауза», «перемотка». К одной учетной записи можно было подключить до пяти устройств (Multiscreen), а также просматривать разный контент на двух устройствах одновременно (Multiroom). Сервис работал по платной подписке и был запущен в России, на Украине, в Белоруссии, Казахстане, Азербайджане, Армении, Киргизии, Молдавии, Таджикистане, Узбекистане и Туркменистане.
В сентябре 2016 года основатели сервиса продали 100% компании казахстанским акционерам оператора спутникового телевидения Caspio HD и передали операционное управление новому менеджменту (M&A, сумма сделки не раскрывалась) . По итогам сделки был выпущен совместный пресс-релиз, в котором один из представителей покупателей пояснил, что с первого дня запуска спутникового проекта Caspio HD “ими принимались усилия по исследованию русскоязычных рынков и прежде всего России на предмет развития телевизионного бизнеса за пределами Казахстана. Довольно быстро стало понятно, что с учетом развитости проникновения Интернета в России, а также распространенности connected-устройств - прежде всего Smart TV, - самым удачным технологическим решением станет запуск телевидения по технологии ОТТ: мы рады возможности осуществить выход на рынок на базе крупнейшего ОТТ-ТВ проекта Nemo TV, который представлен на всех основных платформах Smart TV, а также на мобильных операционных системах IOS и Android" - заключил он. - Nemo TV зарекомендовал себя как надежный и передовой сервис современного телевидения, доступного абонентам в России и странах СНГ"
.
В сентябре 2017 г. сам сервис Caspio HD был продан ТОО «BSG Technology», а сервис Nemo TV по решению казахстанских собственников прекратил обслуживание абонентов в России. 

## История
- 1 марта 2014 года состоялся запуск сервиса для пользоваталей[5]. Приложение Nemo TV доступно для скачивания на Samsung Smart TV[6].

- 10 марта 2014 года — начала работать служба поддержки пользователей.

- 1 апреля 2014 года — в продажу поступила мультимедийная приставка Nemo Box HD[7].

- 1 сентября 2014 года приложение Nemo TV доступно для скачивания на LG Smart TV[8].

- В октябре 2014 года сервис становится доступным для пользователей планшетов и смартфонов Android[9] и IOS[10].

- Январь 2015 г. Nemo TV становится победителем национальной премии «Большая Цифра 2015». Сервис признан лучшим в номинации «Комплексные услуги — видео по запросу и потоковое вещание (телеканалы и трансляции в реальном времени)», категория «ОТТ платформы».[11]
- Осенью 2017 года по решению казахстанских собственников сервис прекратил обслуживание абонентов.

## Описание и функции
Все телеканалы сгруппированы по тематическим пакетам. Каждый канал содержит EPG-телепрограмму с описанием и скриншотом фильма или телепередачи, с указанием актеров и ограничения по возрасту. Также телепередачи доступны к просмотру в Архиве (Сatch-up) на большинстве телеканалов, либо пользователь может записать желаемую телепередачу самостоятельно. При просмотре каналов в архиве и записи поддерживаются функции «Пауза»/«Перемотка».
Для всех пользователей доступны функции Multiscreen и Multiroom (Просмотр контента на пяти разных устройствах под одной учетной записью и на двух устройствах одновременно). У пользователя есть доступ к дополнительным онлайн-сервисам: YouTube, Picasa и др.
Nemo TV работает по сети Интернет. К началу 2015 года сервис можно подключить на SamsungSmart TV, LGSmart TV, на смартфонах и планшетах IOS и Android, а также к любому телевизору, имеющему разъем HDMI, с помощью медиаплеера Nemo Box HD.
Технологическая платформа обеспечивает адаптивный стриминг (автоматически регулируемое вещание, подстраивающееся под скорость интернет, что позволяет избежать зависания картинки, некачественного изображения и т. д.). Для просмотра контента в SD-качестве необходима скорость от 3 мбит/сек, для просмотра в HD-качестве необходимая скорость — от 4 до 7 мбит/сек.

## Легальный контент
Подборка контента осуществляется через соглашения с российскими и иностранными медиахолдингами и телеканалами. Пакеты услуг формируются в соответствии с представлениями компании об умном и интересном телевидении, а также с учетом пожеланий пользователей. Весь контент, доступный пользователям в сервисе Nemo TV — легальный и учитывает авторские права правообладателей. Сервис на данный момент не работает.